# Фолден
Фолден (букмол Folden; нюнорск Folden) — бывшая коммуна в фюльке Нурланн, Северная Норвегия. Включала в себя современную коммуну Сёрфолл, бывшую коммуну Хьеррингёй (Будё) и юго-восточную часть коммуны Стейген.
Название происходит от одноимённого фьорда.

## История
Коммуна Фолден была образована в 1837 году и просуществовала до 1 января 1887 года, когда была разделена на два новых муниципальных образований: Нурфолл-Хьеррингёй и Сёрфолл. Перед разделение население коммуны составляло 3 293 человека.